# Tillandsia reclinata
Tillandsia reclinata är en gräsväxtart som beskrevs av Edmundo Pereira och Gustavo Martinelli. Tillandsia reclinata ingår i släktet Tillandsia och familjen Bromeliaceae. Inga underarter finns listade i Catalogue of Life.

## Bildgalleri

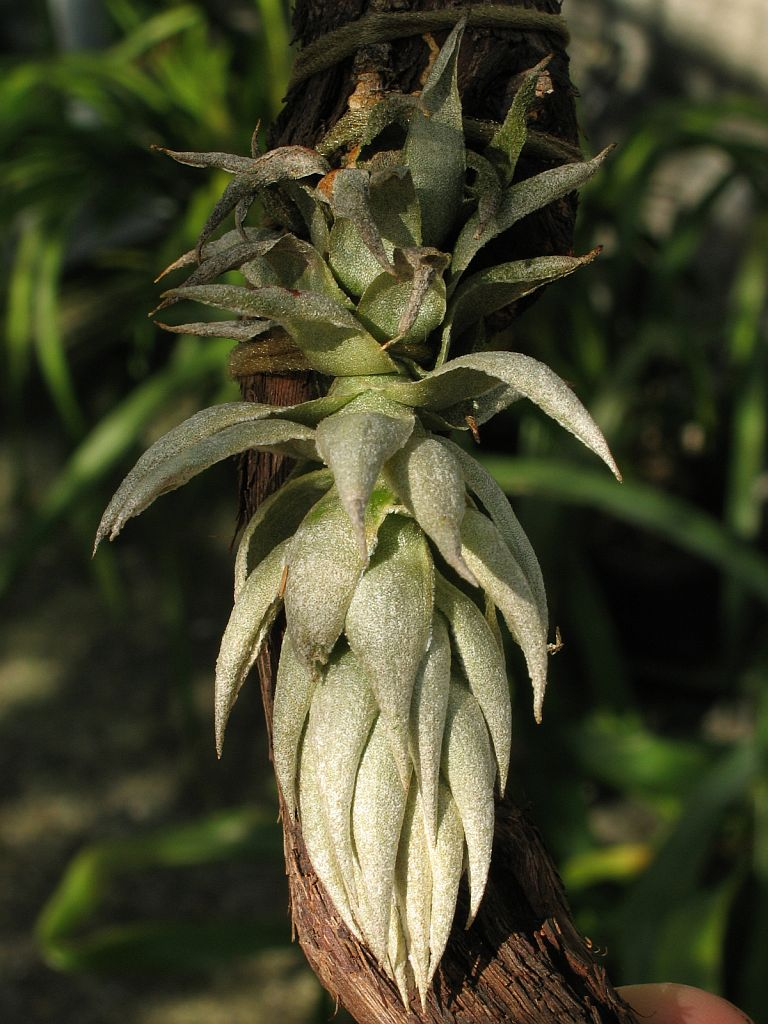